# Phaonia subprofugax
Phaonia subprofugax är en tvåvingeart som beskrevs av Xue 1984. Phaonia subprofugax ingår i släktet Phaonia och familjen husflugor. Inga underarter finns listade i Catalogue of Life.